# Chiesa di Santa Maria delle Cinque Torri
La chiesa di Santa Maria delle Cinque Torri è stata una chiesa cattolica di Cassino, eretta secondo il Chronicon casinense di Leone Marsicano e Pietro Diacono, nell'VIII secolo dall'abate Teodemaro di Montecassino e distrutta dai bombardamenti che colpirono la città laziale durante la seconda guerra mondiale.
Il nome della chiesa deriva dalla sua particolare conformazione: aveva infatti uno spazio centrale più alto a pianta quadrata, circondato da colonne di reimpiego (a pianta centrale), coperto da quattro torri minori e da una torre centrale maggiore.
La chiesa era anche conosciuta come "il Riparo".